# Jiří Brabec (Literaturkritiker)

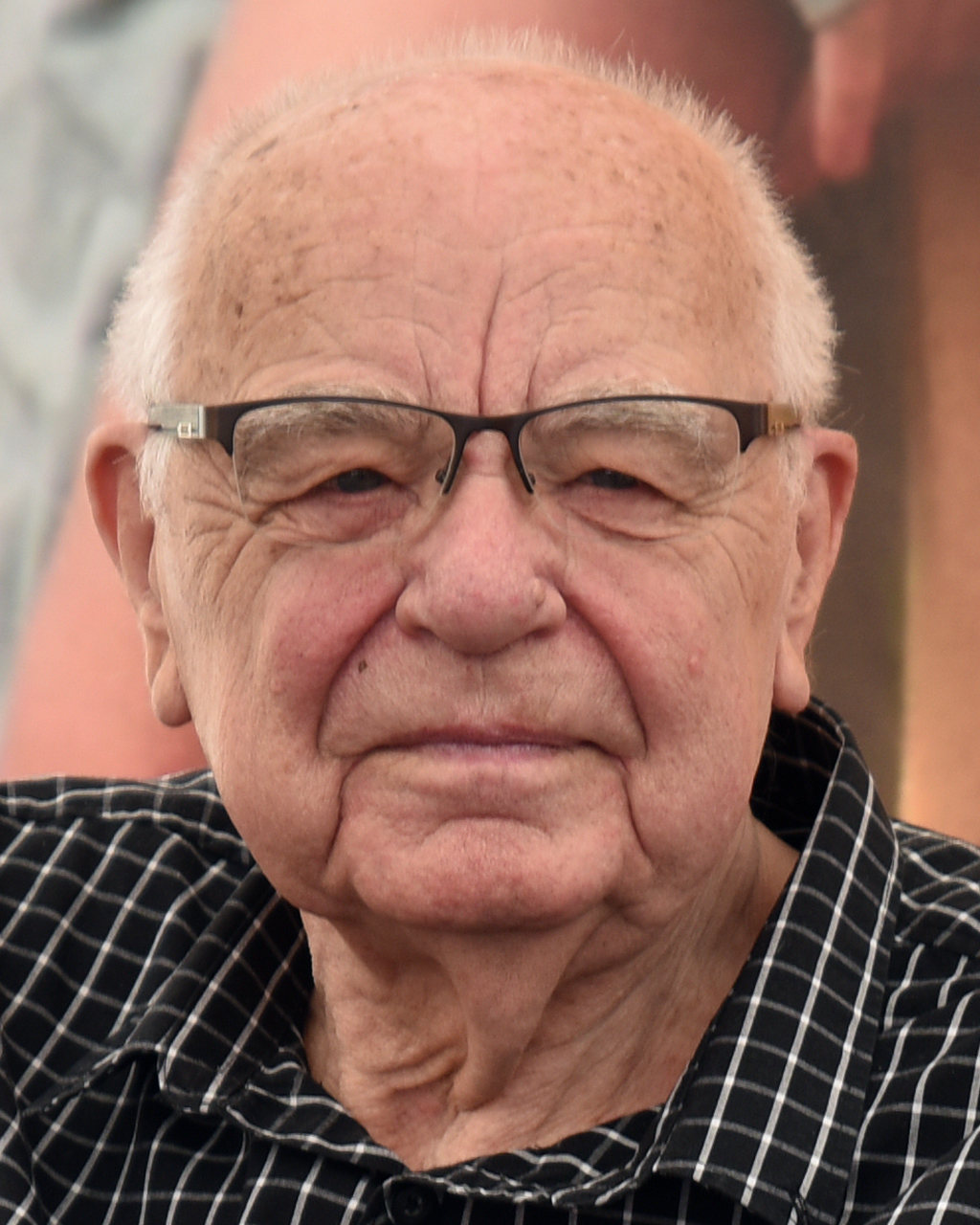
Jiří Brabec (2022)

Jiří Brabec (* 28. Oktober 1929 in Kněževes) ist ein tschechischer Literaturkritiker und Historiker.

## Leben
Nach dem Abitur absolvierte er die Philosophische Fakultät der Karls-Universität Prag im Fach Tschechische Sprache und Geschichte. 1955 nahm er eine Stelle am Institut für Tschechische Literatur an. Dort war er bis 1971 beschäftigt, musste aber dann das Institut aus politischen Gründen verlassen. In dieser Zeit trug er auch tschechische Literatur an der philosophischen Fakultät vor. Nach seiner Entlassung war er als Arbeiter tätig und publizierte lediglich in den im Ausland herausgegebenen Zeitschriften.
Seit 1990 ist er Dozent für tschechische Literatur des 20. Jahrhunderts an der philosophischen Fakultät der Karlsuniversität. Brabec ist Mitglied des Obec spisovatelů (Tschechischer Schriftstellerverband). Er ist der Vater der Schriftstellerin Zuzana Brabcová.
2017 erhielt er den Jaroslav-Seifert-Preis für sein Lebenswerk.

## Werke
Sein Interesse gilt der Literatur des 19. und 20. Jahrhunderts. Außer eigenen Büchern veröffentlichte er Studien und Artikel über tschechische Literatur. Außerdem ist er als Herausgeber tätig.